# Општина Глодеану-Силиштеа (Бузау)
Глодеану-Силиштеа (рум. Glodeanu-Siliştea) општина је у Румунији у округу Бузау.
Oпштина се налази на надморској висини од 73 m.